# Delphinium sutherlandii
Delphinium sutherlandii är en ranunkelväxtart som beskrevs av M.J. Warnock. Delphinium sutherlandii ingår i släktet storriddarsporrar, och familjen ranunkelväxter. Inga underarter finns listade i Catalogue of Life.